# Doug Gillard
Doug Gillard (Sandusky (Ohio), 23 december 1965) is een Amerikaanse singer-songwriter, gitarist, componist van filmmuziek en (voormalig) lid van enkele bands uit de indiescene. Hij vergaarde zijn bekendheid hoofdzakelijk als gitarist van Guided by Voices.

## Biografie
Gillard werd geboren als jongste van vier. Nog in zijn kinderjaren verhuisde het gezin naar een boerderij in Hudson, Ohio. Zijn vader was betrokken bij de constructie van raketsilo's en zijn moeder was onderwijsassistent. Op de kleuterschool begon hij met het schrijven van muziek. Toen hij 5 jaar oud was, nam hij zijn blues-achtige liedjes op band op. Gillard verhuisde naar Cleveland waar hij in de jaren 80 dj werd voordat hij Gem oprichtte. Hij kwam in contact met John Petkovic met wie Gillard Death of Samantha oprichtte, waarna de oprichting volgde van Cobra Verde in 1994.
Eind jaren tachtig was Doug Gillard radiopresentator bij WCSB. Toen hij Death of Samantha verliet, ging Gillard spelen voor My Dad Is Dead. De band ging in 1990 toeren met Pixies, waarvan zangeres Kim Deal later een duet zou opnemen met Guided by Voices' Robert Pollard voor de soundtrack van de film Love And a .45. In 1994 verscheen het debuutalbum van Gillards eigen band Gem. Hij speelde onder andere samen met Tim Tobias, die hij later zou terugzien in Guided by Voices.
Een ander project van Gillard, Cobra Verde, werd in 1996 door Robert Pollard gevraagd om de muziek te spelen voor het album Mag Earwhig!. Pollard achtte Gillard hoog en vroeg hem om permanent lid te worden van Guided by Voices. Gillard overwoog de band te verlaten maar Pollard hief Guided by Voices in 2004 op.
In 2010 voegde Gillard zich bij Nada Surf.

## Discografie

### Soloalbums
- 1985: Cover Songs With Big Heads (Scat Records)
- 1990: It'll Be Such A Thrill (Scat Records)
- 1999: Malamute Jute (Cushion Records)
- 2003: Creative Process 473 (Soundtrack)
- 2004: Salamander (Pink Frost)
- 2008: Call From Restricted (347 Records)